# Stefan Norblin
Stefan Juliusz Norblin de la Gourdaine (ur. 26 lub 29 czerwca 1892 w Warszawie, zm. 12 sierpnia 1952 w San Francisco) – polski artysta plastyk, malarz, karykaturzysta, ilustrator i plakacista, projektant wnętrz, architektury i mody. Tworzył m.in. modernistyczne i secesyjne plakaty reklamowe oraz malowidła w stylu art déco.

## Życiorys

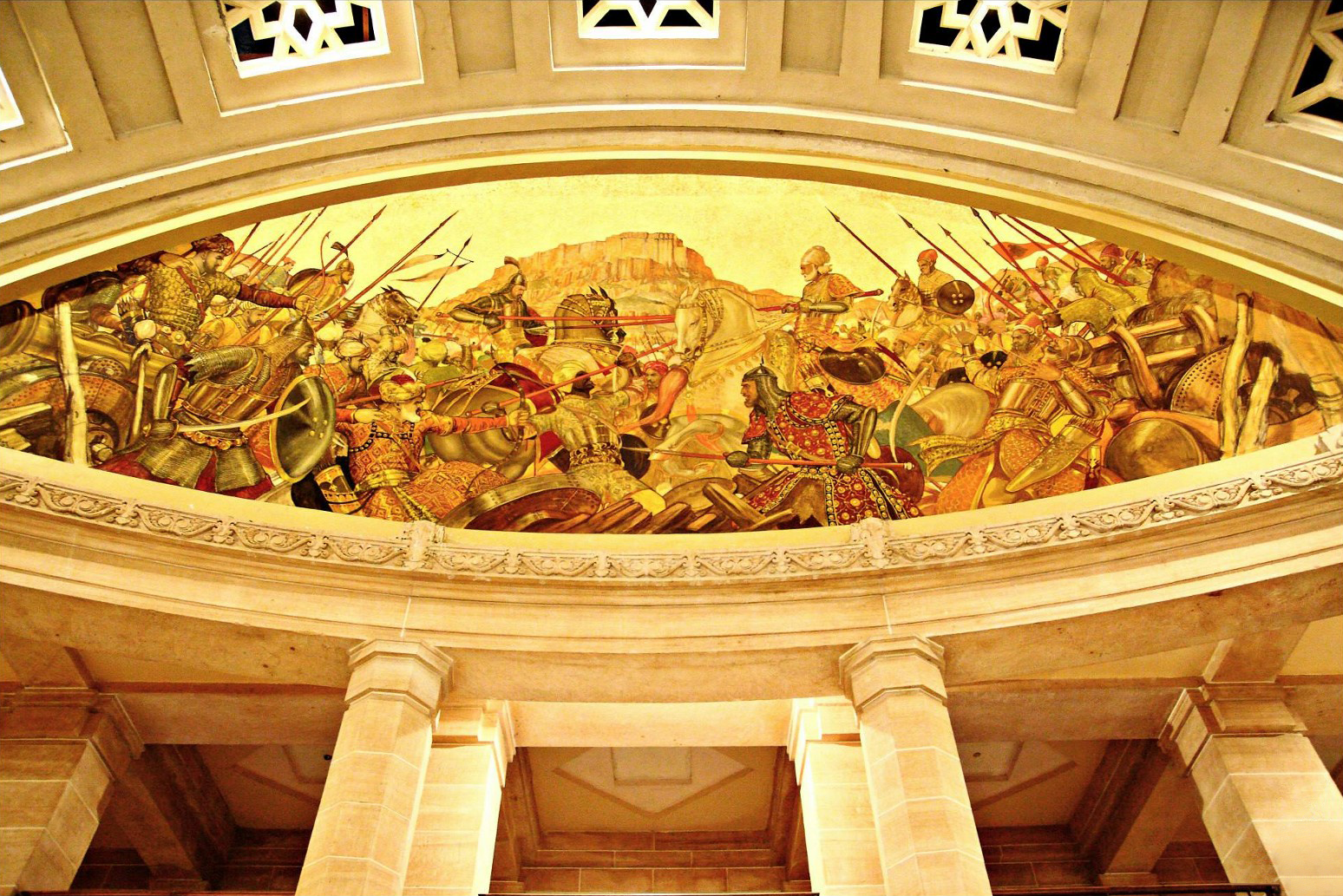
Malowidło ścienne Bitwa założyciela miasta Radhora przeciwko Mongołom w pałacu Umaid Bhawan, 1943 r.

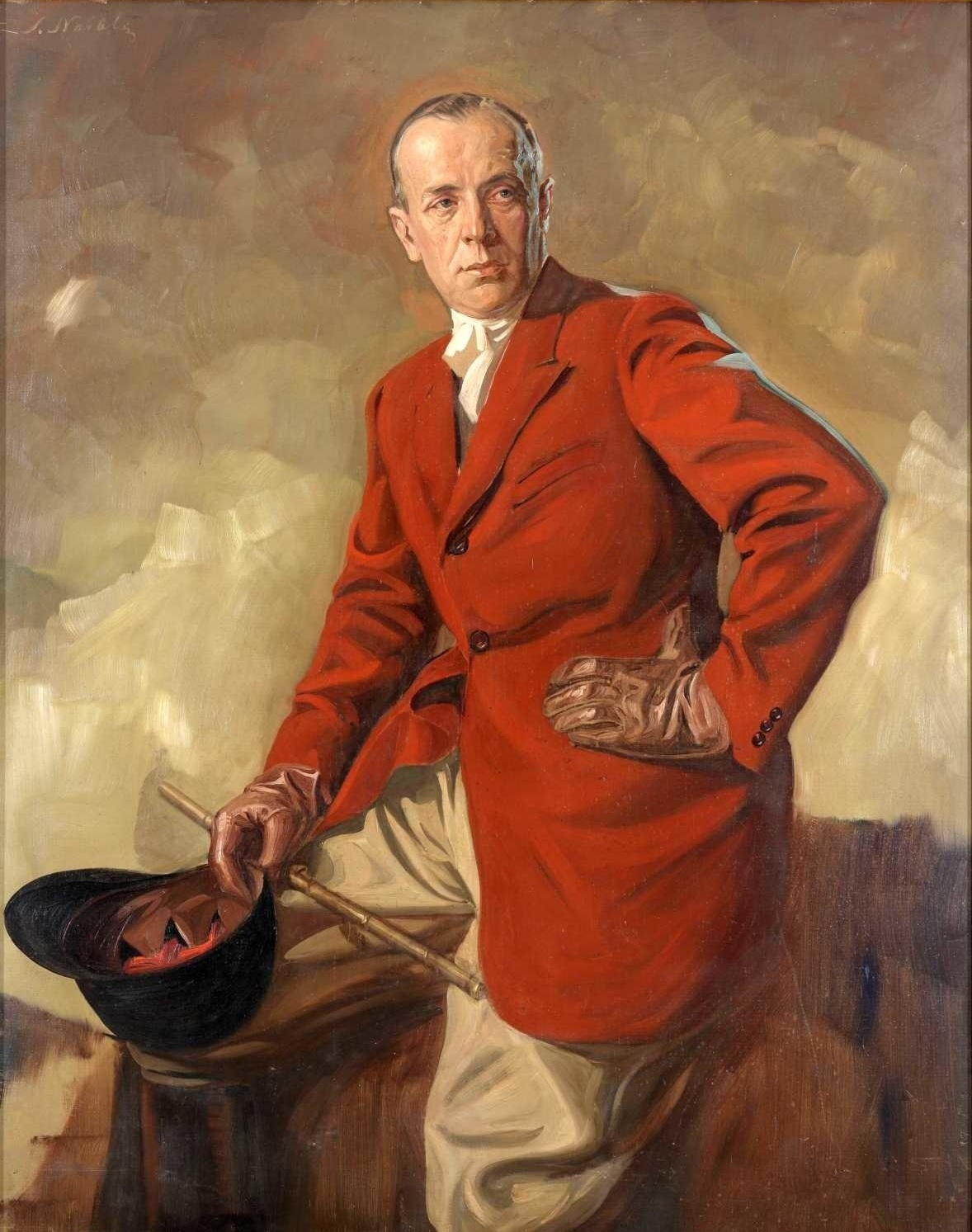
Portret Kazimierza Skarżyńskiego, 1935 r.

Urodził się w Warszawie w 1892 roku w rodzinie o tradycjach artystycznych. Jego przodkiem był malarz Piotr Norblin. Studiował malarstwo w Antwerpii i Dreźnie. W 1920 roku Stefan Norblin wziął udział w wojnie polsko-sowieckiej. Jako tłumacz uczestniczył w konferencji pokojowej w Rydze. Po wojnie wrócił do Warszawy, gdzie ożenił się z aktorką Marią Modzelewską. Drugą jego żoną została Lena Żelichowska.
Na początku września 1939 roku wraz z małżonką wyjechał z kraju do Rumunii, korzystając z uprzejmości Mariana Hemara, który zabrał ich swoim samochodem. Na czas okupacji Norblinowie mieli schronić się w Stanach Zjednoczonych, dokąd postanowili dostać się przez Azję. W czasie II wojny światowej Norblin przebywał w Persji, a następnie w Indiach, gdzie dla maharadży Dźodhpuru Umaida Singha wykonał serię malowideł zdobiących wnętrze pałacu Umaid Bhawan, największej prywatnej rezydencji w tym kraju. Malował także portrety lokalnej arystokracji i ozdabiał jej rezydencje. Po wojnie osiadł na stałe w Stanach Zjednoczonych, gdzie zarabiał na życie jako portrecista. Zmarł w San Francisco 12 sierpnia w 1952 śmiercią samobójczą, przypuszczalnie motywowaną postępującą utratą wzroku.
W 2007 roku Telewizja Polska wyprodukowała film dokumentalny Stefan Norblin, opowiadający o życiu artysty. W 2011 powstał także film dokumentalny Chitraanjali. Stefan Norblin w Indiach reżyserii Małgorzaty Skiby, wyprodukowany przez Narodowy Instytut Audiowizualny przy współpracy z Ambasadą RP w Nowym Delhi. Film pokazuje twórczość artysty w Indiach, która łączy motywy europejskie z mitologią i kulturą indyjską. Dokument ten otrzymał Honorowe Wyróżnienie w prestiżowym konkursie Los Angeles Film Awards 2012. Dostępny jest w całości na platformie internetowej Ninateka. Dalszymi badaniami i wszechstronną promocją twórczości Norblina zajmuje się powstały w 2017 r. Narodowy Instytut Polskiego Dziedzictwa Kulturowego za Granicą „Polonika”, który zrealizował dwa filmy animowany „Wieczny ogień” i dokumentalny „Ramayana w pałacu w Jodhpurze. Odzyskany wątek w twórczości Stefana Norblina”.

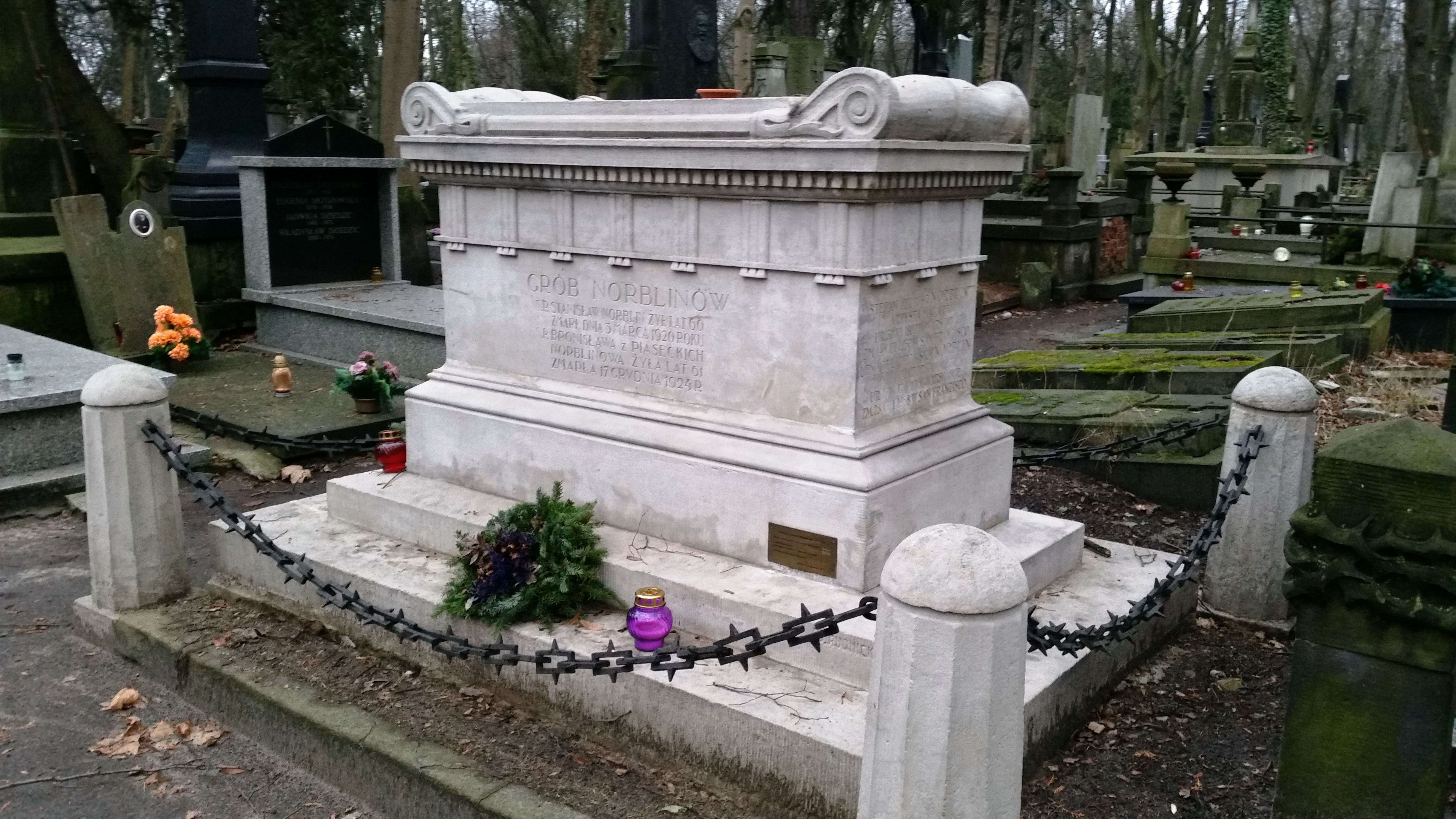
Grób Stefana Norblina i Leny Żelichowskiej

12 października 2012 prochy Stefana Norblina i jego żony spoczęły w rodzinnym grobowcu Norblinów na Starych Powązkach w Warszawie (kwatera F/G-5-1/2).
- Gdynia. Nowy port nad Bałtykiem

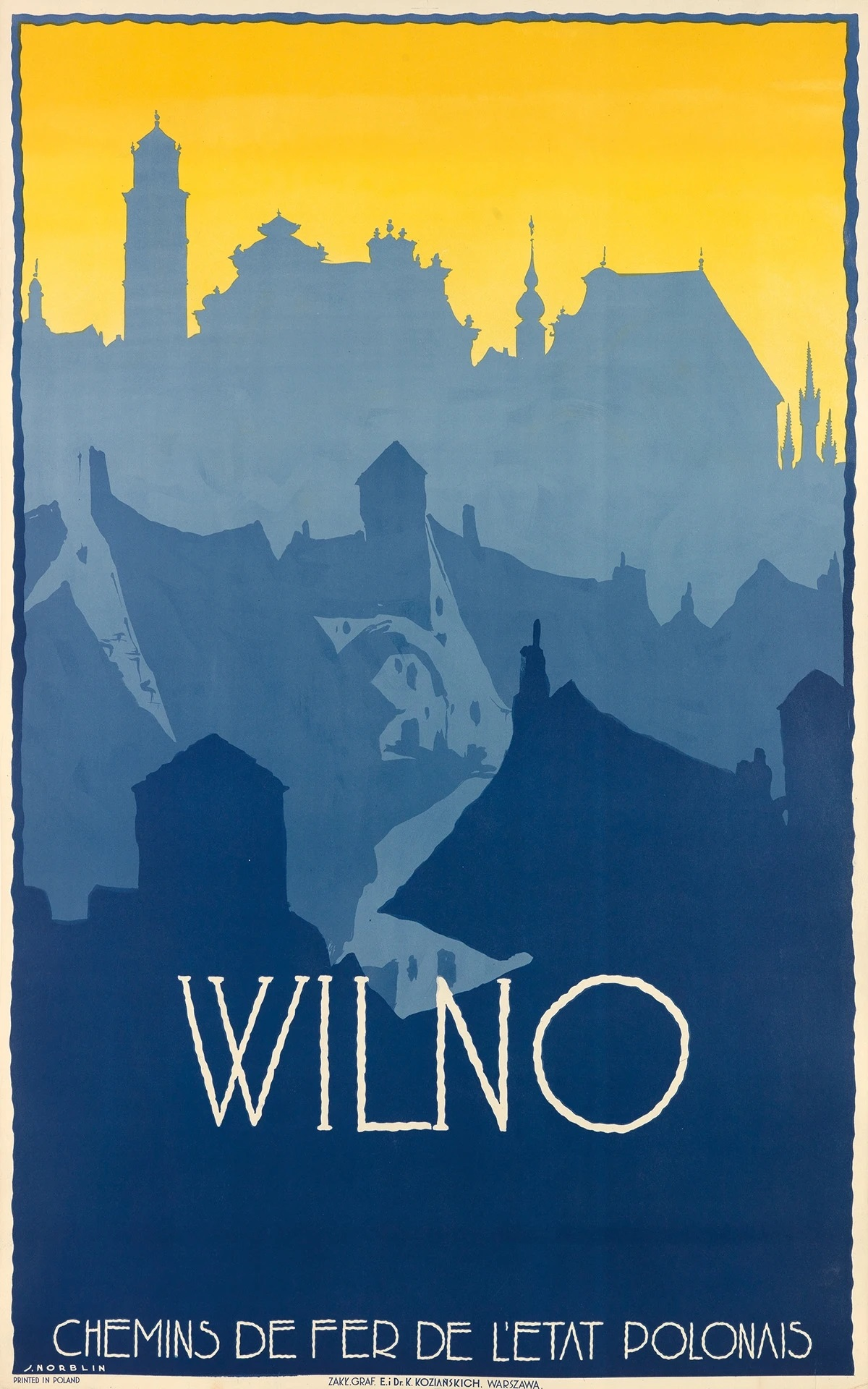
Lwów. Chemins de Fer de l’État Polonais
- Wilno. Chemins de Fer de l’État Polonais